# Sweet Girl
Sweet Girl es una película estadounidense de thriller y acción dirigida por Brian Andrew Mendoza en su debut como director y escrita por Philip Eisner y Gregg Hurwitz para Netflix. La película está protagonizada por Jason Momoa, Isabela Merced, Manuel García Rulfo, Adria Arjona, Raza Jaffrey, Justin Bartha, Lex Scott Davis, Michael Raymond-James y Amy Brenneman.
Sweet Girl se lanzó en Netflix el 20 de agosto de 2021 y recibió críticas negativas por parte de los críticos por su historia cliché y su desperdiciado potencial, aunque sus acrobacias se apreciaron de forma positiva.

## Trama
En Pittsburgh, una mujer llamada Amanda Cooper cae enferma de una forma poco común de cáncer. A su esposo, el experto en supervivencia Ray Cooper, se le dice que un potencial medicamento que podría salvar la vida de Amanda se retiró del mercado días antes de que comenzara su tratamiento, debido a que el director ejecutivo de BioPrime, Simon Keeley, pagó al fabricante para que retrasara la producción. Al ver a Keeley en un debate en directo con la congresista Diana Morgan, Ray llama y amenaza a Keeley diciendo que, si no revierte su decisión, lo matará. Keeley no se toma en serio la amenaza y Amanda fallece poco después, dejando devastados a Ray y a su hija, Rachel.
Seis meses después, Ray recibe una llamada de un periodista, Martin Bennett, quien le dice que tiene pruebas de actividades criminales cometidas por BioPrime. Se encuentran en un metro, seguidos sin saberlo por Rachel y un asesino a sueldo llamado Santos. Bennett explica que BioPrime ha estado sobornando a cualquiera que cuestione sus sucios procedimientos, pero antes de que pueda compartir su información, Santos lo apuñala y lo mata. Cuando el tren se detiene en una estación, Santos apuñala a Ray y deja inconsciente a Rachel, dando a ambos por muertos en el andén. Dos años después, Ray ha estado siguiendo de forma obsesiva los movimientos de Keeley. Ray se hace pasar por un camarero para infiltrarse en la subasta benéfica de BioPrime y poder interrogar a Keeley. Keeley le dice que no sabe nada y que vaya tras el presidente de BioPrime, Vinod Shah. Después de una pelea brutal que deja muerto a uno de los guardaespaldas de Keeley, Ray lo estrangula con una bolsa de plástico. 
Entonces, Ray busca a Rachel y se esconden en un motel a las afueras de la ciudad. Rachel, preocupada de que su padre haya ido demasiado lejos, se pone en contacto con la agente del FBI Sarah Meeker e intenta convencerla de que investigue a BioPrime. A la mañana siguiente, dos mercenarios irrumpen en el motel y Ray los mata a ambos, lo que genera más tensión entre Rachel y él. Ray planea ir tras Shah y deja que Rachel lo ayude a atraparlo. Ray intenta interrogarlo, pero Shah se niega a hablar y pronto es asesinado por Santos. Ray y Rachel se encuentran con Santos en un restaurante y, después de que Santos admita que simpatiza con la causa de Ray, revela que Morgan es su verdadero jefe. También le dice a Rachel que se volverán a encontrar pronto.
Al regresar a la ciudad, Ray sufre una emboscada del FBI y se da a la fuga por el techo de un estadio de béisbol. Cuando Meeker intenta convencerlo, se revela que "Ray" es en realidad Rachel. Ray murió por las heridas que le causaron en el metro y Rachel, que sufría un trastorno de estrés postraumático y un estado de fuga, se dedicó a acabar con su sed de venganza. Salta al río, pero queda inconsciente y la meten en una ambulancia. Después de liberarse y estrellar el vehículo, localiza la oficina de campaña de Morgan, donde Santos está esperando. A pesar de que inicialmente logró someterla estrangulándola y ahogándola, Rachel recupera su fuerza y apuñala a Santos hasta su muerte. Se enfrenta a Morgan y la graba en secreto admitiendo que BioPrime la sobornó a cambio de contratos del gobierno y que ordenó el ataque a Bennett y Ray. Después de enviar la grabación al FBI, Rachel obtiene un pasaporte falso, cambia su dinero por criptomonedas y sube a un avión hacia un futuro incierto.

## Reparto
- Jason Momoa como Ray Cooper
- Isabela Merced como Rachel Cooper
  - Milena Rivero como Rachel Cooper de joven.
- Manuel Garcia-Rulfo como Amo Santos
- Amy Brenneman como Diana Morgan
- Adria Arjona como Amanda Cooper
- Justin Bartha como Simon Keeley
- Raza Jaffrey como Vinod Shah
- Lex Scott Davis como Agente del FBI Sarah Meeker
- Michael Raymond-James como Agente del FBI John Rothman
- Dominic Fumusa como Sam Walker
- Nelson Franklin como Martin Bennett
- Brian Howe como Pete Micelli
- Reggie Lee como Dr. Wu

## Producción
En julio de 2019, se anunció que Jason Momoa se había unido al reparto de la película, con Brian Andrew Mendoza dirigiendo a partir del guion de Philip Eisner, Gregg Hurwitz y Will Staples. Momoa también sería productor de la película, con Netflix como distribuidora. En octubre de 2019, Isabela Merced se unió al reparto de la película. En diciembre de 2019, Manuel Garcia-Rulfo, Raza Jaffrey, Adria Arjona, Justin Bartha, Lex Scott Davis, Michael Raymond-James, Dominic Fumusa, Brian Howe, Nelson Franklin y Reggie Lee se unieron al reparto de la película.
El rodaje comenzó el 11 de noviembre de 2019 en Pittsburgh, Pensilvania, y acabó el 11 de febrero de 2020.

## Estreno
Se estrenó el 20 de agosto de 2021 en Netflix.

## Acogida
En el sitio web del agregador de reseñas Rotten Tomatoes, la película tiene un índice de aprobación del 22 % basada en 55 reseñas. El consenso crítico del sitio web dice: "Cargada de clichés de acción y por un giro absurdo de la trama, Sweet Girl desperdicia una historia potencialmente relevante y un trabajo de calidad de sus protagonistas con experiencia". En Metacritic, la película tiene una puntuación promedio ponderada de 46 sobre 100, basada en 16 críticas y 5.5/10 en IMDb, lo que indica unas "críticas mixtas o intermedias".